# Cattedrale di York
La cattedrale di York o York Minster (per esteso cattedrale e chiesa metropolitana di San Pietro, in inglese Cathedral and Metropolitical Church of St Peter) è la chiesa principale della diocesi anglicana di York, nel North Yorkshire (Inghilterra), nonché sede della Provincia ecclesiastica di York, il cui vescovo è secondo, nella gerarchia anglicana, solo a quello di Canterbury.
La cattedrale, uno degli edifici gotici più grandi del Nord Europa insieme alla cattedrale di Colonia, conserva il titolo onorifico di minster che le deriva dalla prima fondazione in epoca anglosassone come avamposto per l'evangelizzazione dell'Inghilterra. Il primo edificio infatti venne fatto erigere dal re Edwin di Northumbria, convertitosi al cristianesimo grazie alla sua seconda moglie, santa Etelburga del Kent, e vi venne battezzato.
La cattedrale dispone di una navata ed una sala capitolare decorate in stile gotico decorato, un coro di stile gotico perpendicolare ed i transetti nord ed est in stile gotico inglese. La navata contiene la "West Window", costruita nel 1338, e sopra la Lady Chapel al termine est del transetto si trova la "Great East Window" (terminata nel 1408), la più grande vetrata medievale al mondo. Nel transetto nord si trovano le "Five Sisters", cinque finestre sorelle, ciascuna di 15 metri di altezza. Il transetto sud contiene il rosone, mentre la "West Window" contiene un disegno a forma di cuore per cui è denominata "The Heart of Yorkshire".

## Storia
York ha una presenza stabile del cristianesimo ascrivibile al IV secolo. Ad ogni modo non è escluso che vi siano state delle presenze anche precedenti. Secondo Beda, dei missionari vennero inviati da Roma da papa Eleuterio su richiesta del capo Lucio di Britannia nel 180 per sedare alcune controversie in loco tra cerimoniali d'oriente e d'occidente che stavano piagando la chiesa locale. La tradizione parla di 28 vescovi inglesi, ciascuno per una grande città dell'Inghilterra dell'epoca, con preminenza degli arcivescovi di Londra, York e Caerleon-on-Usk.
La prima chiesa a sorgere sul sito dell'attuale cattedrale fu una chiesa di legno costruita nel 627 in tutta fretta per provvedere al battesimo di Edwin, re di Northumbria. Poco dopo, ad ogni modo, si pensò di realizzare una struttura stabile in pietra che venne completata nel 637 da Osvaldo di Bernicia e venne dedicata a San Pietro. La chiesa cadde in abbandono e si trovava già in pessimo stato nel 670 quando San Vilfredo ascese alla sede episcopale di York. Fu lui a riparare e rinnovare l'intera struttura, aggiungendovi anche una scuola ed una biblioteca che fu una delle più note del nord Europa nell'epoca.
Nel 741 la chiesa venne distrutta da un incendio e venne ricostruita ancora più grande, con trenta altari in tutto. La chiesa e l'intera area passarono nelle mani di numerosi invasori, e la sua storia rimase oscura sino al X secolo. Vi furono una serie di arcivescovi dell'ordine benedettino tra cui Sant'Osvaldo di Worcester, Wulfstan I ed Ealdredo, che viaggiò sino all'abbazia di Westminster per incoronare Guglielmo il Conquistatore nel 1066. Ealdredo morì nel 1069 e venne sepolto nella chiesa.
La chiesa venne danneggiata nel 1069 nel corso dell'Azione a nord di Guglielmo il Conquistatore, ma il primo vescovo normanno, Tommaso di Bayeux, giunse in loco nel 1070, organizzando i lavori di riparazione della struttura. I danesi distrussero la chiesa nel 1075, ma venne ricostruita a partire dal 1080. Costruita in stile normanno, aveva una lunghezza di 111 metri ed era decorata a linee bianche e rosse. La nuova struttura venne danneggiata da un incendio nel 1137 ma subito riparata. Il coro e la cripta vennero rimodellati nel 1154 e venne costruita una nuova cappella, in stile normanno.
Lo stile gotico nelle cattedrali giunse nel XII secolo. Walter de Gray venne nominato arcivescovo nel 1215 e ordinò la costruzione di una struttura gotica che potesse compararsi a quella di Canterbury; i lavori iniziarono nuovamente dal 1220. I transetti nord e sud furono i primi ad essere realizzati e la struttura venne completata a metà del secolo in stile gotico inglese. Una torre centrale venne realizzata nel XV secolo quando ufficialmente terminarono tutti i lavori alla chiesa.
La sede capitolare venne iniziata poco dopo e venne completata prima del 1296. La navata principale venne iniziata negli anni '80 del Duecento sulle fondamenta normanne. Il tetto venne completato negli anni '30 del Trecento, ma le volte vennero terminate solo nel 1360. La costruzione passò quindi al transetto est ed alle cappelle, compreso il coro che venne completamente rifatto nell'ultimo decennio del XIV secolo col completamento dei lavori nel 1405. Nel 1407 la torre centrale crollò; i pilastri vennero quindi rinforzati e venne costruita una nuova torre dal 1420. Le torri occidentali vennero aggiunte tra il 1433 ed il 1472. La cattedrale venne ufficialmente consacrata nel 1472.

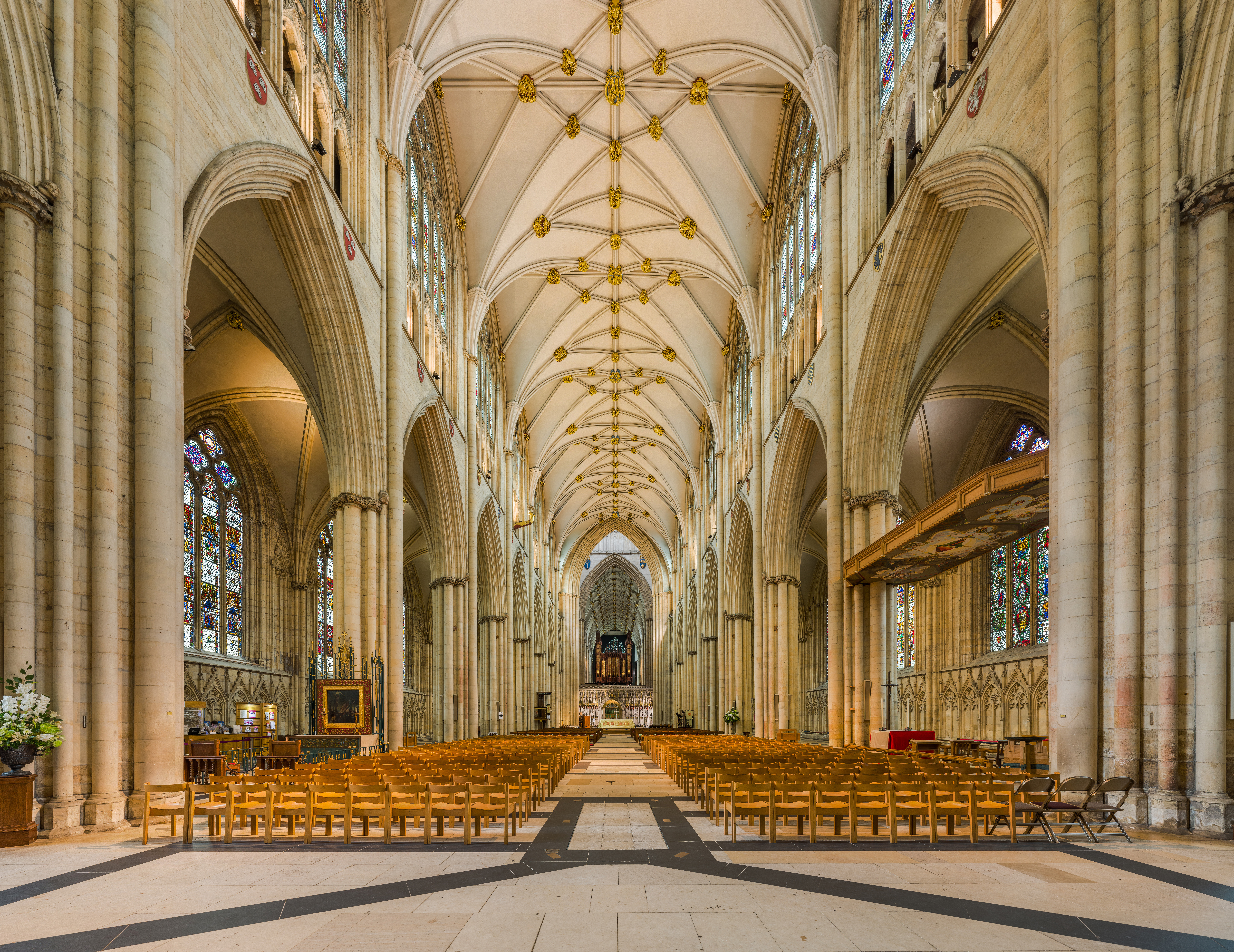
La navata principale della York Minster

La Riforma inglese portò al saccheggio di gran parte dei tesori della cattedrale ed alla perdita di gran parte delle terre che erano possedimento della cattedrale. Sotto la regina Elisabetta I vi furono dei concreti sforzi per rimuovere ogni traccia del cattolicesimo dalla cattedrale; questo portò alla distruzione di molte tombe, finestre ed altari. Nel corso della Guerra civile inglese la città venne assediata e cadde nelle mani delle forze di Cromwell nel 1644 ma Thomas Fairfax evitò ulteriori danni alla cattedrale.
Dopo la fine delle tensioni religiose ripresero dei lavori di restauro alla cattedrale. Dal 1730 al 1736 l'intero pavimento venne rifatto in marmo e nel 1802 seguirono restauri più pesanti all'intera struttura. Ad ogni modo, il 2 febbraio 1829, un incendio doloso provocato da Jonathan Martin inflisse pesanti danni al transetto est della chiesa. Un incendio accidentale nel 1840 colpì la navata principale, la torre sud ovest e buona parte del tetto, rendendo necessari nuovi rifacimenti. La cattedrale cadde presto nei debiti ed a metà dell'Ottocento le messe vennero sospese. Dal 1858 Augustus Duncombe lavorò alacremente per consentire alla cattedrale di riprendersi a pieno.
Nel corso del XX secolo vi furono ulteriori lavori di restauro, in particolare dopo lo studio realizzato nel 1967 che richiese alcuni aggiustamenti, in particolare alla torre centrale che era sul punto di crollare. Vennero raccolti 2.000.000 di sterline al 1972 per rinforzare le fondamenta della costruzione ed il tetto. Nel corso degli scavi compiuti alla base della struttura emerse l'angolo nord delle antiche mura romane di Eboracum sotto il transetto sud. Quest'area, assieme ai resti ritrovati della cattedrale normanna, vennero riaperti al pubblico nella primavera del 2013 con una nuova mostra esplicativa.
Il 9 luglio 1984 la cattedrale venne colpita da un nuovo incendio provocato da un cortocircuito dopo una tempesta che distrusse il tetto del transetto sud, il quale venne riparato per la cifra di 2.500.000 sterline. Gran parte dell'acqua necessaria per spegnere il grande incendio creatosi dovette essere gettata a grande altezza per non distruggere le preziose vetrate della cattedrale e venne ricavata in gran parte dal vicino fiume Ouse. I lavori di restauro poterono dirsi conclusi nel 1988. Nel 2007 iniziarono nuovi lavori di restauro della struttura ed in particolare della Great East Window, per un costo di 23.000.000 di sterline.

### Scuole
Vi furono diverse scuole storiche associate alla cattedrale di York a partire dal VII secolo. Una scuola di canto venne fondata nel 627 da Paolino di York, primo arcivescovo della città di York.

## Architettura e struttura

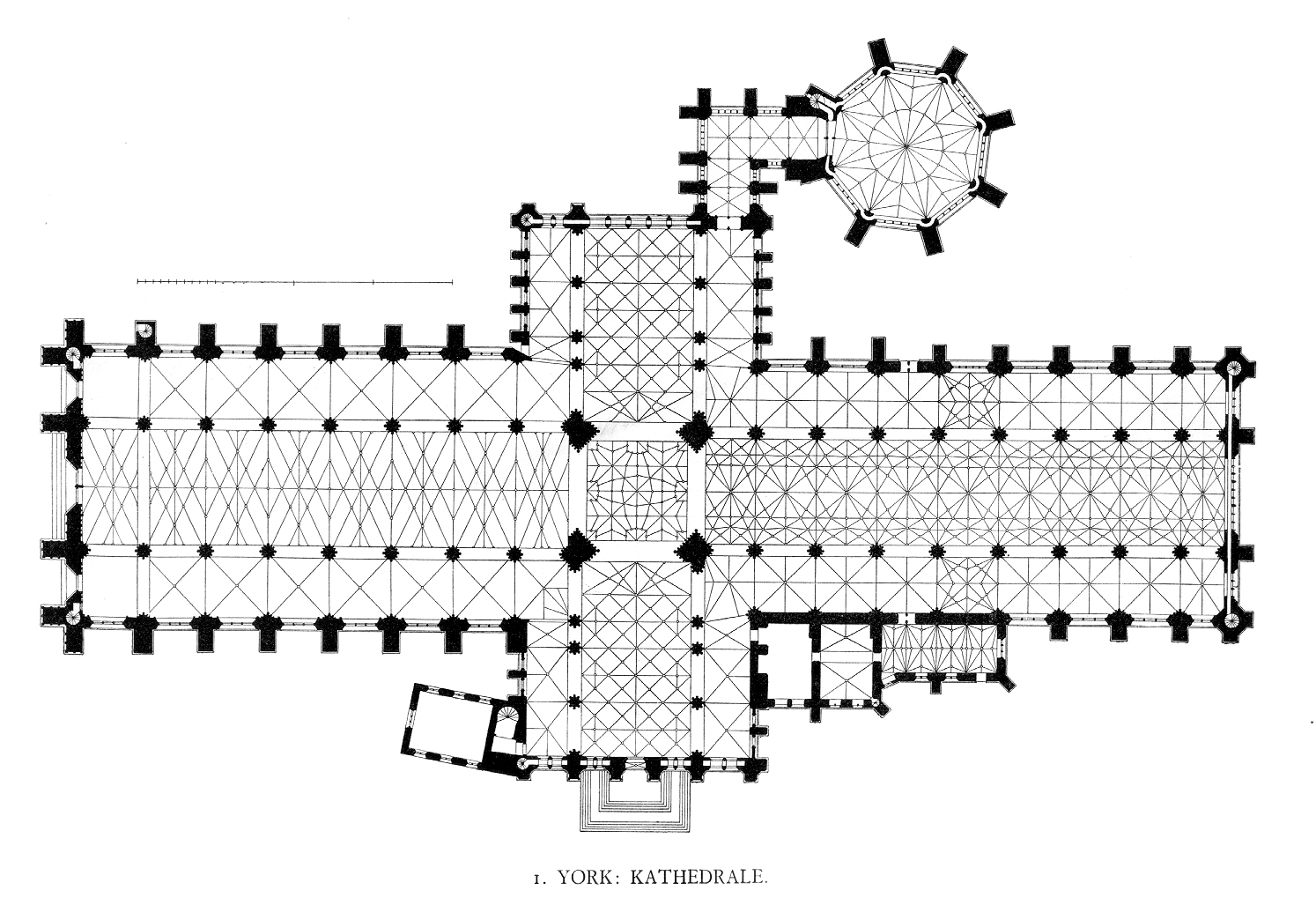
La pianta cruciforme della cattedrale di York in un disegno di Georg Dehio

La York Minster è la seconda cattedrale gotica del nord Europa dopo quella di Colonia in Germania ed è uno dei migliori esempi di architettura gotica inglese del periodo perpendicolare. L'attuale struttura venne iniziata nel 1230 e venne completata nel 1472. Essa ha una pianta cruciforme con una sala capitolare di forma ottagonale annessa al transetto nord, una torre centrale e due torri sul fronte ovest. La pietra utilizzata per la struttura è calcare di colore bianco-crema proveniente dalle cave di Tadcaster. La cattedrale è lunga 159,9 metri e la torre centrale ha un'altezza di 72 metri. Il coro ha un'altezza interna di 31 metri.
I transetti nord e sud furono le prime parti della nuova chiesa ad essere realizzate. Essi presentano delle finestre con archi a sesto acuto, tra cui le Five Sisters nel transetto nord. Queste cinque "finestre sorelle", ciascuna dell'altezza di 16 metri sono decorate con dei vetri a grisaille grigi, e non con scene narrative o simboliche come spesso si è soliti vedere nelle chiese medievali. Nel transetto sud si trova il rosone centrale con vetrate risalenti al 1500 circa che commemorano l'unione tra le case reali degli York e dei Lancaster. I tetti dei transetti sono in legno, anche se il transetto sud è bruciato nel 1984 ed è stato completamente rifatto nel 1988.

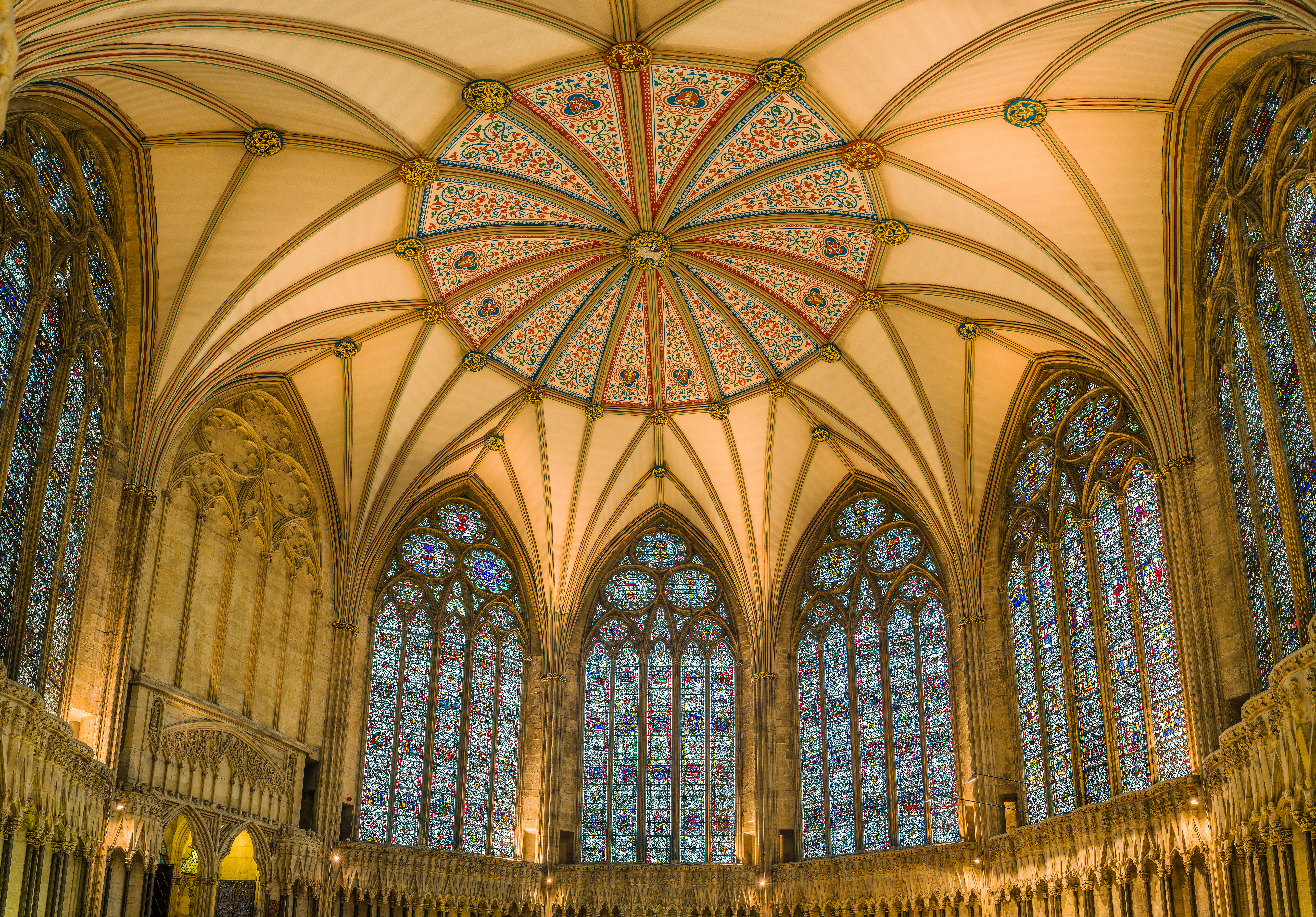
La sala capitolare

I lavori alla sala capitolare come pure al vestibolo iniziarono dopo il completamento dei transetti. Lo stile della sala capitolare è ampiamente ascrivibile al periodo del gotico decorato con decorazioni geometriche anche alle finestre. Le finestre coprono tutto lo spazio superiore della sala e conferiscono un'ampia illuminazione a tutta la struttura. La sala capitolare è ottagonale, come del resto in molte altre cattedrali, ma non ha una colonna centrale a supporto del tetto. Il tetto in legno, di disegno innovativo per l'epoca, era infatti sufficientemente leggero da poter essere agevolmente supportato dai contrafforti dei muri. La sala capitolare ha diverse teste scolpite che rappresentano alcuni tra gli esempi più pregevoli della scultura gotica in Inghilterra. Vi sono teste umane oltre a volti di angeli, animali e grotteschi.

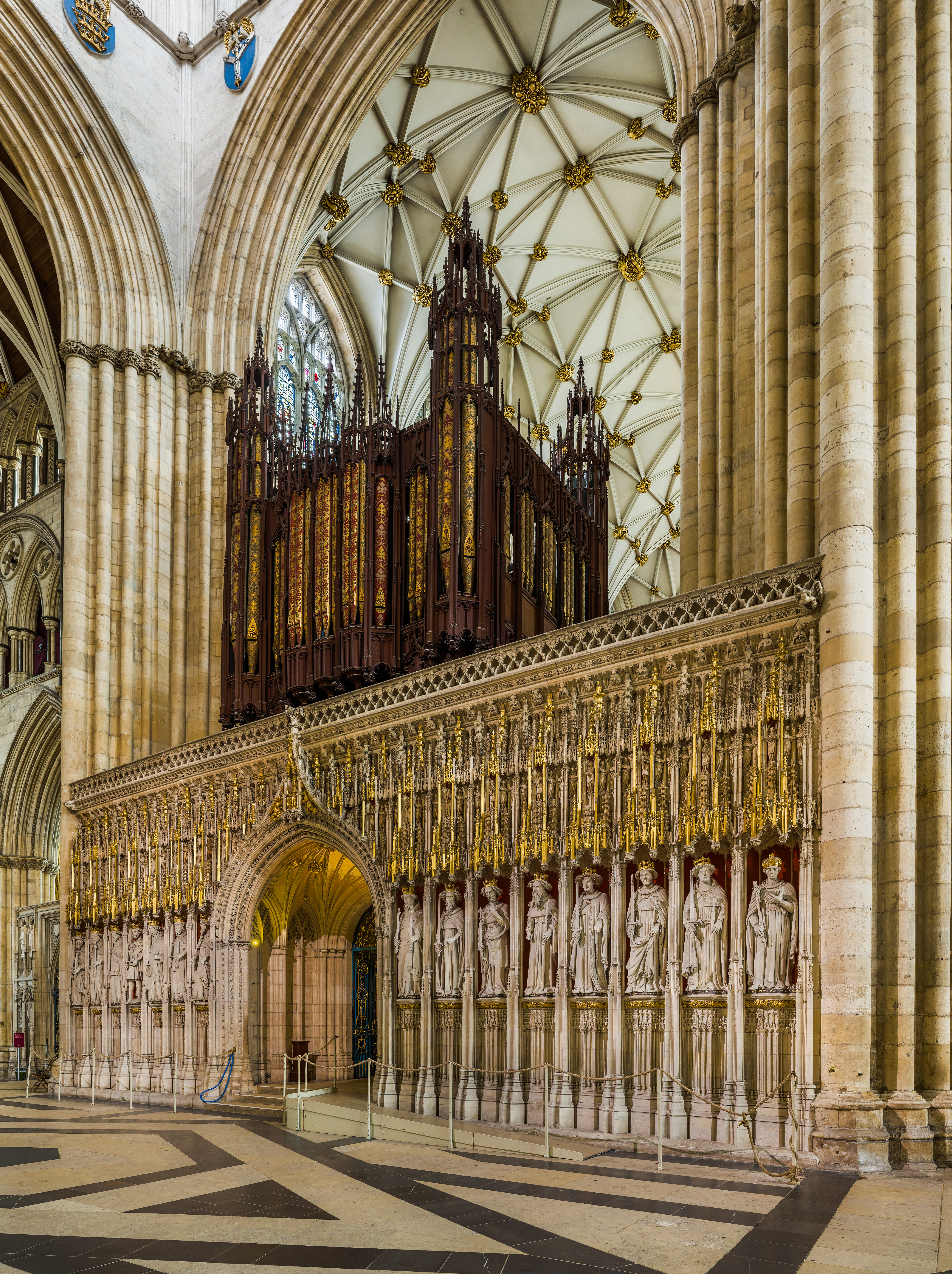
Il Kings Screen e l'organo

La navata venne costruita tra il 1291 ed il 1350 ed anch'essa si presenta in stile gotico decorato. Essa è la navata gotica più alta in Inghilterra ed ha un tetto in legno (dipinto a sembrare di pietra) con volte. Al termine ovest vi è la "Great West Window", nota anche come "Heart of Yorkshire" che rappresenta una delle più belle tracce decorative del periodo gotico inglese.
La parte terminale est della cattedrale venne costruita tra il 1361 ed il 1405 in stile gotico perpendicolare. Malgrado il cambio dello stile, molti sono i dettagli che richiamano alla decorazione del resto della cattedrale. La parte est contiene anche un coro e una cappella, con piccoli transetti per dare luce all'altare maggiore. Dietro l'altare maggiore si trova la "Great East Window", la più grande vetrata medievale del mondo.

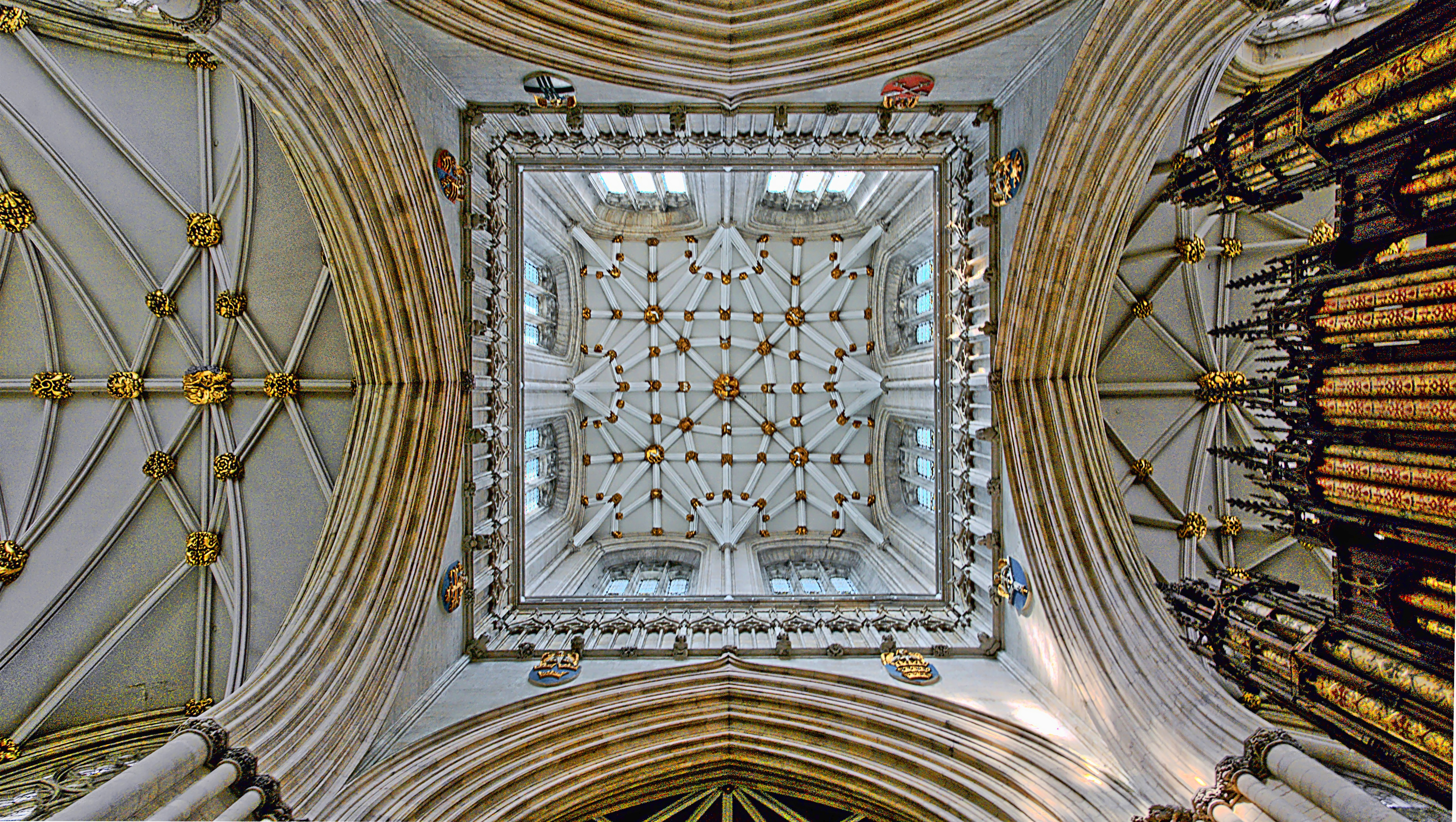
Il soffitto dell'altare maggiore

La Central Tower venne costruita tra il 1407 ed il 1472 ed anch'essa si presenta in stile gotico perpendicolare. Sotto di essa si trova un pregevole pontile-tramezzo del XV secolo. Esso contiene le immagini scolpite di tutti i re d'Inghilterra da Guglielmo il Conquistatore a Enrico IV con dettagli a smalto e con uno sfondo rosso regale. Sopra di queste statue si trovano delle figure di angeli musicanti. Sopra il pontile-tramezzo si trova l'organo, datato al 1832. Le torri ad ovest, in contrasto con la torre centrale, sono decorate da otto pinnacoli ciascuna e realizzate in stile perpendicolare.

### Vetrate

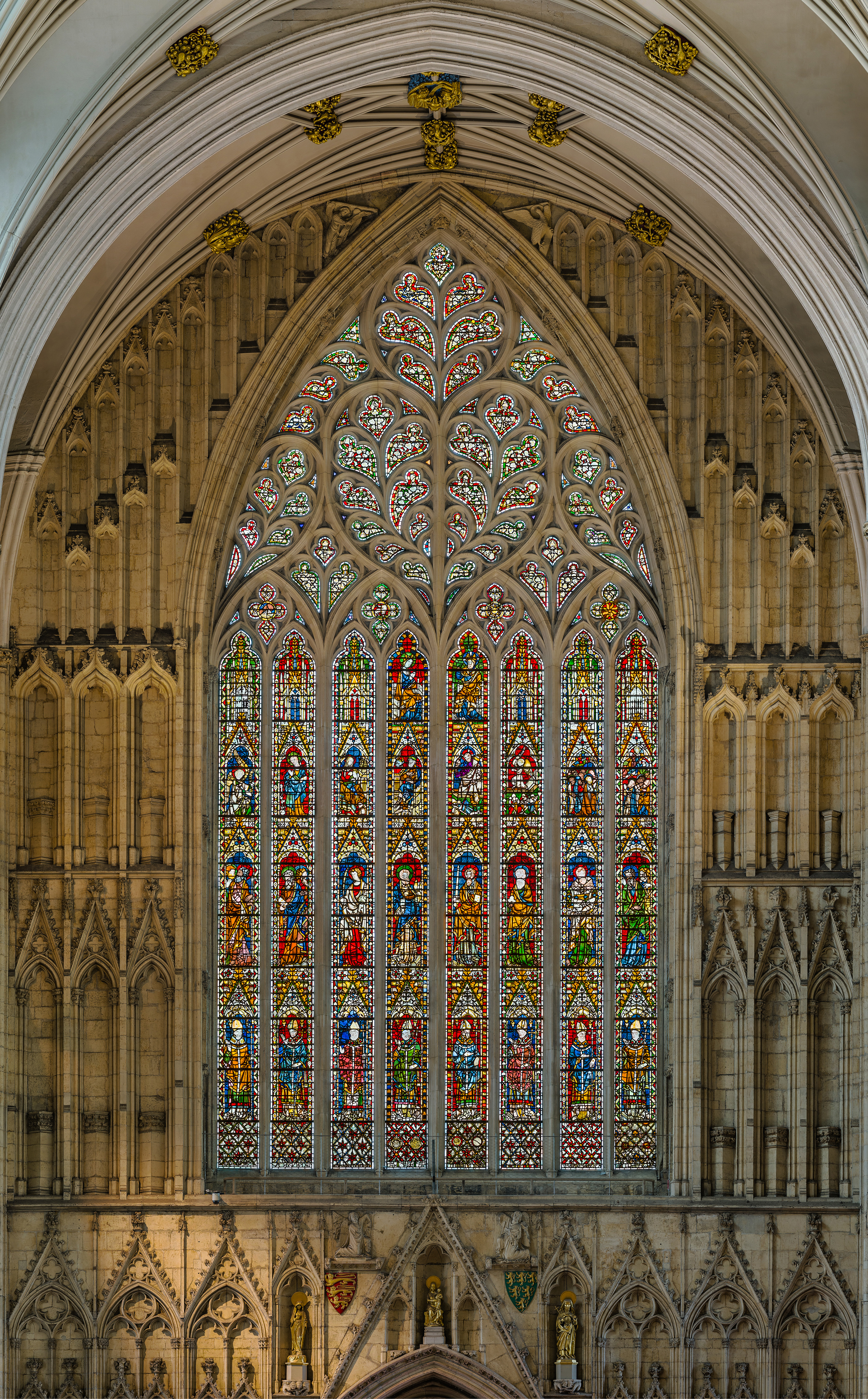
La vetrata occidentale della cattedrale di York

York, ed in particolare la sua cattedrale, hanno una lunga tradizione legata alle vetrate istoriate medievali. Alcune vetrate ancora oggi presenti nella cattedrale sono databili a prima del XII secolo, realizzate in vetro (bianco o colorato) provenienti dalla Germania dove si trovavano all'epoca i migliori artigiani in questo campo. Le parti giunsero a York smontate per il trasporto e poi montate e dipinte in loco. La "Great East Window", alta 23 metri, venne creata da John Thornton all'inizio del XV secolo ed è ad oggi la più grande vetrata medievale del mondo. Tra le altre finestre note nella cattedrale spicca il rosone e le "Five Sisters" di 15 metri ciascuna. Nel lungo periodo in cui le differenti vetrate vennero posizionate in loco, si sovrapposero diverse tecniche di realizzazione e di pittura che ancora oggi sono chiaramente visibili nelle loro differenze. Nelle 128 vetrate della cattedrale sono stati utilizzati circa due milioni di pezzi di vetro separati. Gran parte di queste vetrate vennero smontate e poi riassemblate dopo la prima e la seconda guerra mondiale per poter essere preservate.
Nel 2008 ha avuto inizio un complesso progetto di riqualificazione delle vetrate della cattedrale, iniziando dalla "Great East Window", con pulitura, ridipittura e ripiombatura di ogni singolo pannello. Proprio mentre queste vetrate erano stoccate in deposito per poter essere restaurate, scoppiò un violento incendio. I 311 pannelli non subirono danni ma dovettero essere spostate al sicuro. Nel 2015 si è conclusa la prima fase dei lavori di restauro.

### Torri e campane
Le due torri ovest della cattedrale contengono le campane della chiesa. La torre nord-ovest contiene la "Great Peter" (10.8 tonnellate) e sei campane minori (la più grande del peso di 3 tonnellate). La torre sud-ovest ospita invece 14 campane (la più grande di 3 tonnellate) ed un carillon di 22 campane (la più pesante di 1,2 tonnellate) che vengono suonate a tastiera, per un totale di 36 campanelle (tre ottave cromatiche).
L'orologio suona ogni quarto d'ora durante il giorno e la "Great Peter" segna le ore. Il carillon ogni giorno suona la "Nelson Chime" che segnano ogni sera l'inizio delle preghiere serali alle 17.00. Le campane sono state realizzate dalla Loughborough Bell Foundry di John Taylor & Co.

### Luogo di pellegrinaggi

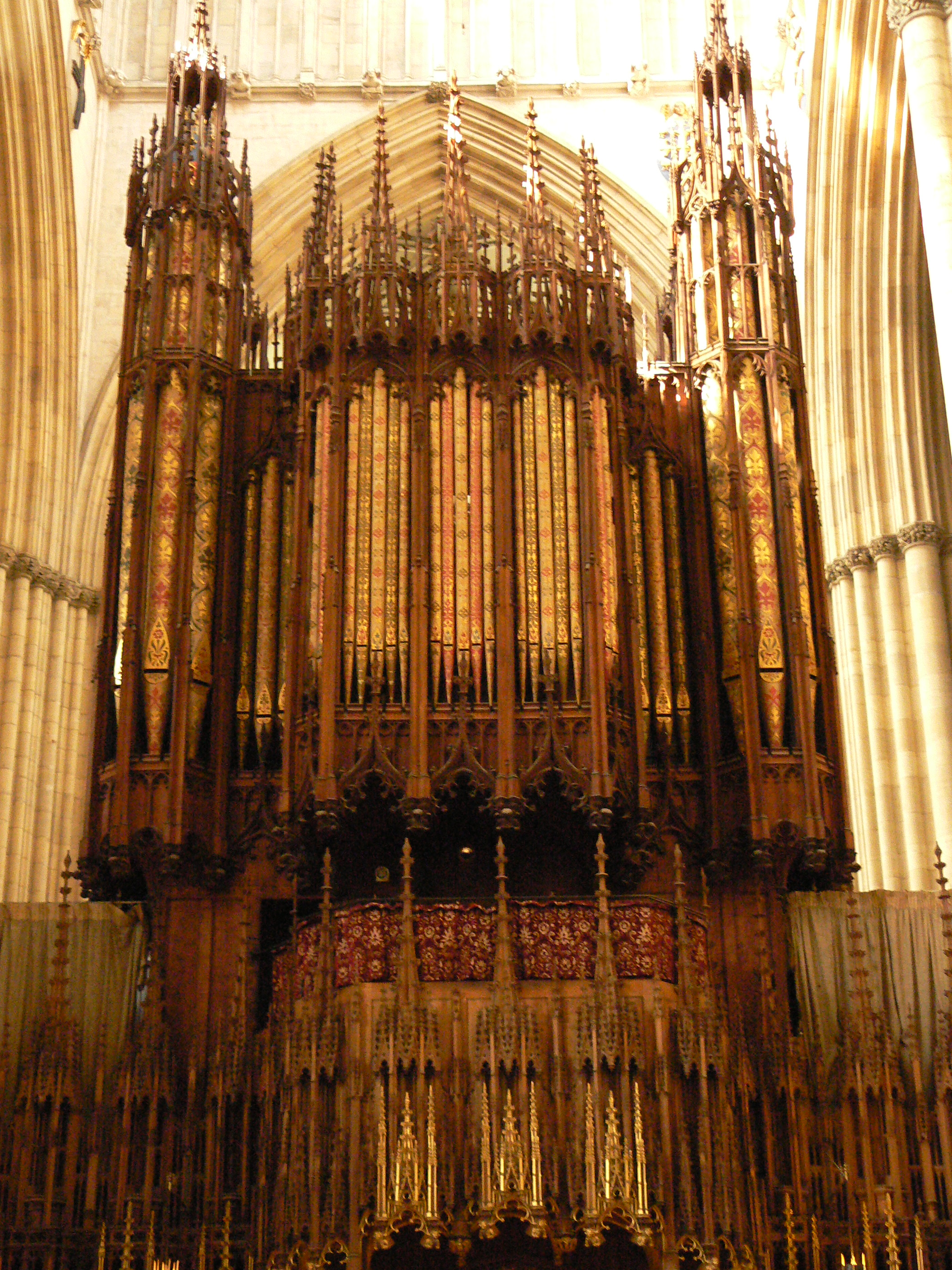
L'organo ed il coro

Quando Thomas Becket venne ucciso e successivamente sepolto nella Cattedrale di Canterbury, York stessa si trovò come uno dei principali centri rivali nei pellegrinaggi medievali. Diverse furono le personalità note a supportare i lavori alla cattedrale per farla rivaleggiare con le più importanti d'Inghilterra: Walter de Gray, supportato dal re, chiese aiuto al papa. Il 18 marzo 1226, papa Onorio III inviò una lettera perché il nome di Guglielmo, primo arcivescovo di York, fosse "inscritto nel catalogo dei Santi della Chiesa Militante." Egli divenne pertanto noto come San Guglielmo di York. Fu solo al 1279, quando venne eletto arcivescovo William de Wickwane, che i resti del Guglielmo già canonizzato vennero trasferiti in un apposito reliquiario predisposto dietro l'altare maggiore. Il 29 dicembre di quello stesso anno, re Edoardo I assieme ad altri vescovi, portò a spalla il feretro contenente le reliquie al nuovo punto prescelto.
La tomba dello stesso Walter de Gray venne eretta nel transetto sud. I suoi resti vennero qui interrati "la vigilia di Pentecoste dell'anno 1255".

#### Sepolture illustri
Tra le sepolture illustri nella cattedrale di York ricordiamo:
- Bosa di York, vescovo di York e santo (m. circa 705)
- Eanbaldo I, arcivescovo (780–796)
- Osvaldo, re di Northumbria (m. 799)
- Ealdredo (arcivescovo di York) (1061–1069)
- Tommaso di Bayeux, arcivescovo (1070–1100)
- Gerardo, arcivescovo (1100–1108)
- Tommaso II di York, arcivescovo (1108–1114)
- Guglielmo di York, arcivescovo (1141–1147, 1153–1154)
- Henry Murdac, arcivescovo (1147–1153)
- Roger de Pont L'Eveque, Archbishop {1154–1181}
- Walter de Gray, arcivescovo (1216–1255)
- Sewal de Bovil, decano e arcivescovo (1256–1258)
- Godfrey Ludham, arcivescovo (1258–1265)
- William Langton, arcivescovo (1265)
- Walter Giffard, arcivescovo (1266–1279)
- John le Romeyn, arcivescovo (1286–1296)
- Enrico di Newark, arcivescovo (1296–1299)
- William Greenfield, arcivescovo (1306–1315)
- principe Guglielmo di Hatfield, figlio infante di re Edoardo III (1337)
- William Melton, arcivescovo (1317–1340)
- William Zouche, arcivescovo (1342–1352)
- Henry Percy, cavaliere (1364–1403)
- Richard le Scrope, arcivescovo (1398–1405)
- Henry Bowet, arcivescovo (1407–1423)
- Thomas Savage, arcivescovo (1501–1507)
- Hugh Ashton, arcidiacono di York (m. 1522)
- John Piers, arcivescovo (1589–1594)
- George Meriton, decano di York (1579–1624)
- Thomas Danby (1610–1660)
- Charles Watson-Wentworth, II marchese di Rockingham, (1730–1782)
- John Farr Abbott, avvocato (1756–1794)

## Le volte

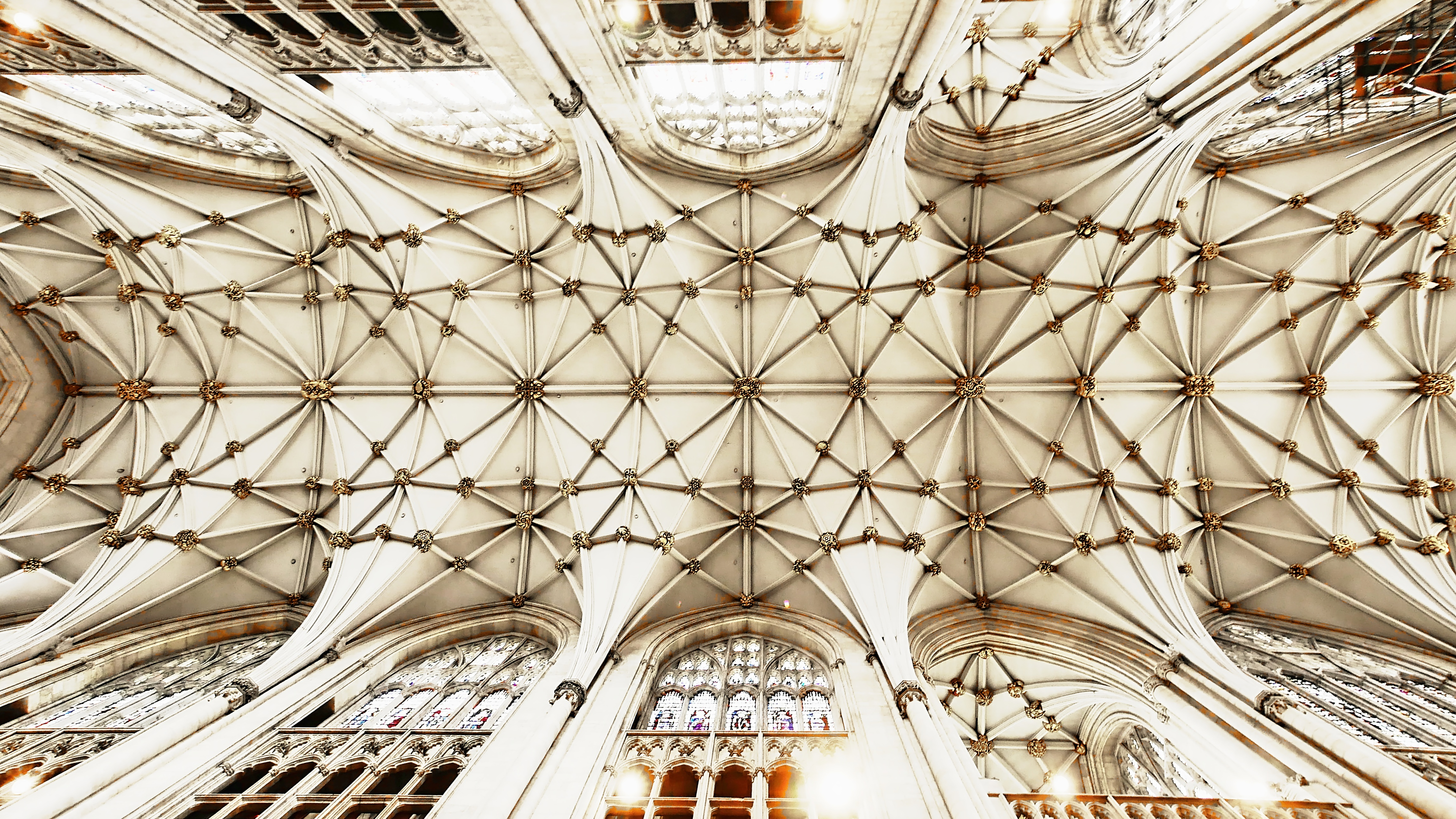
L'ingresso
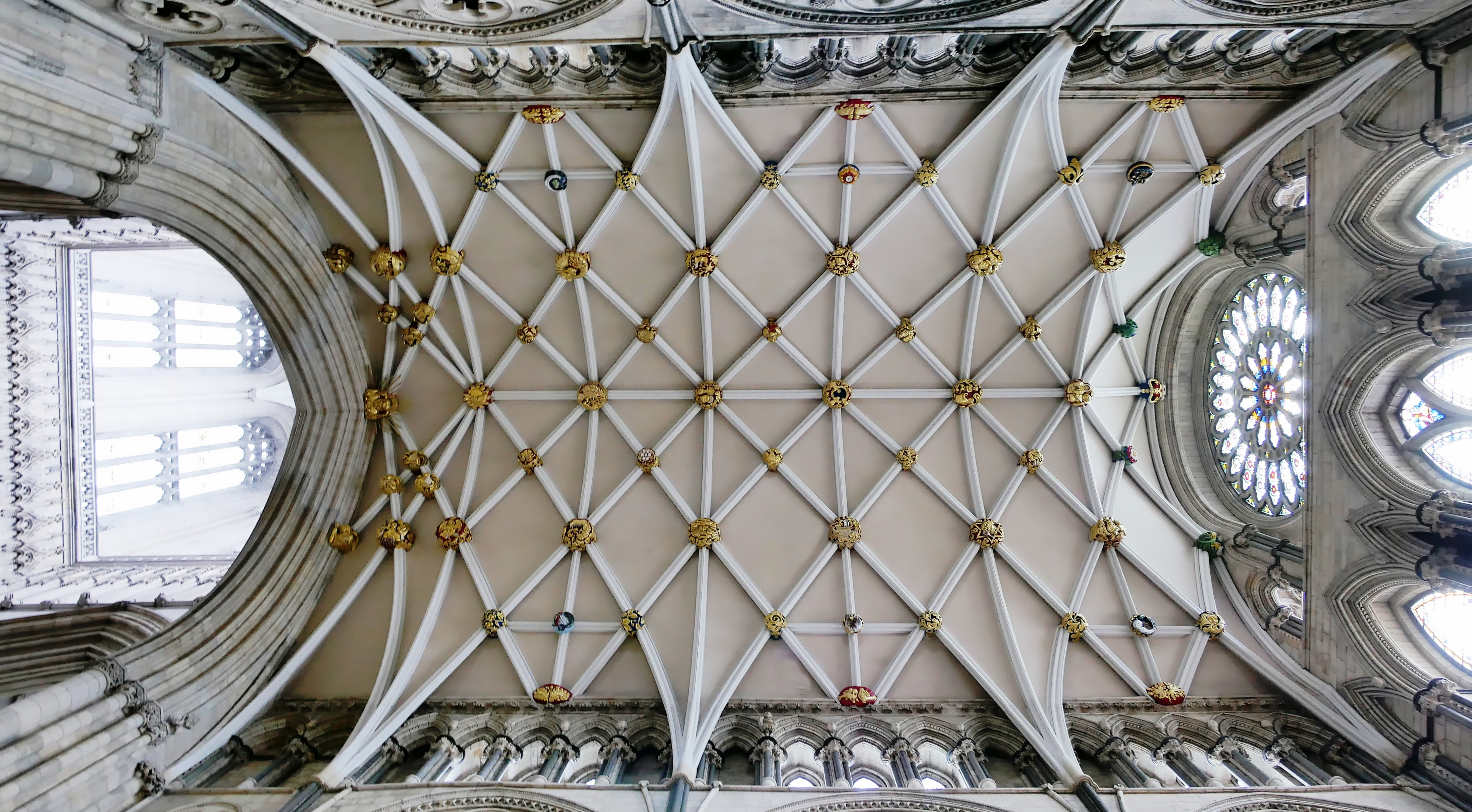
Il transetto destro
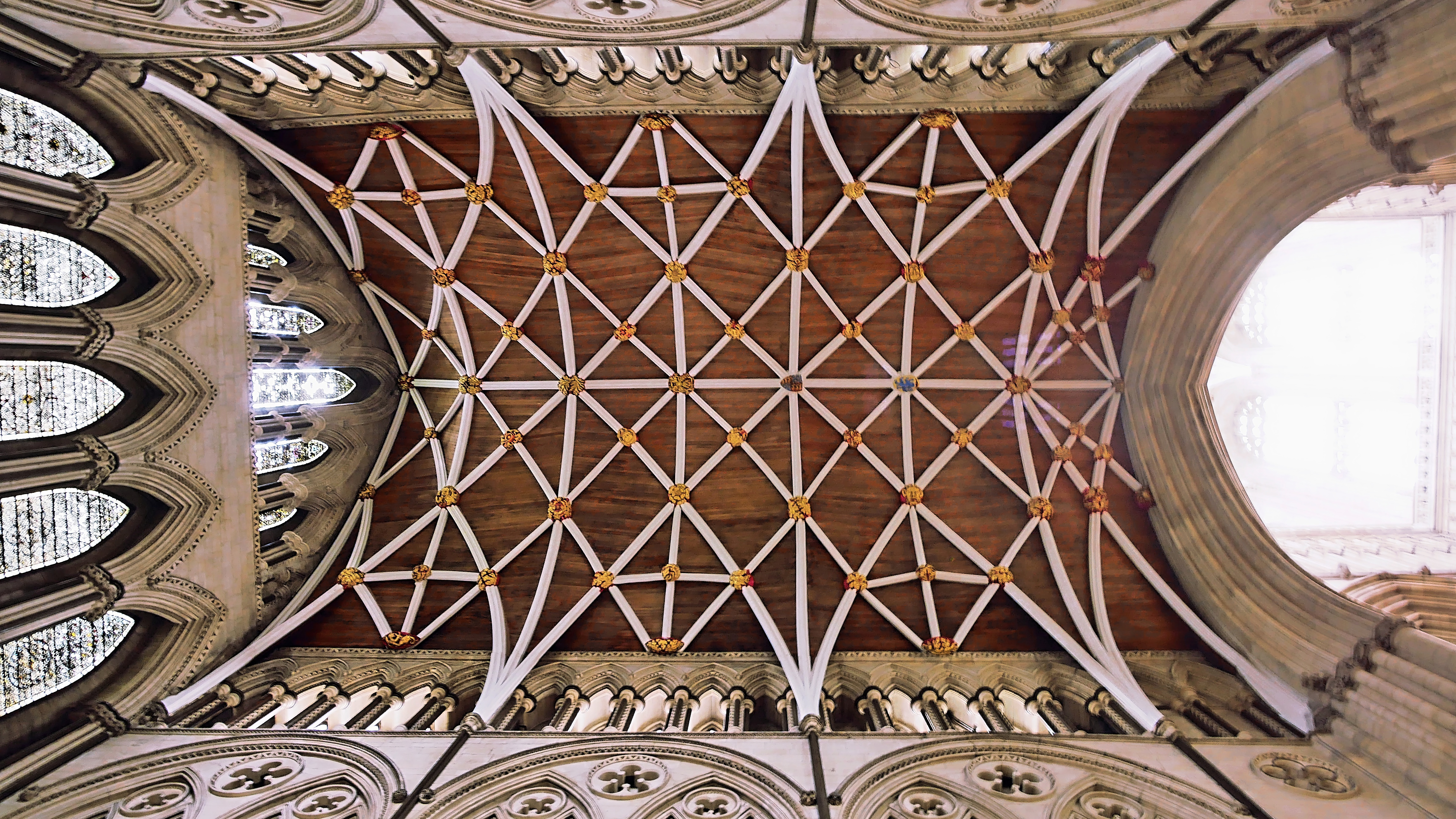
Il transetto sinistro
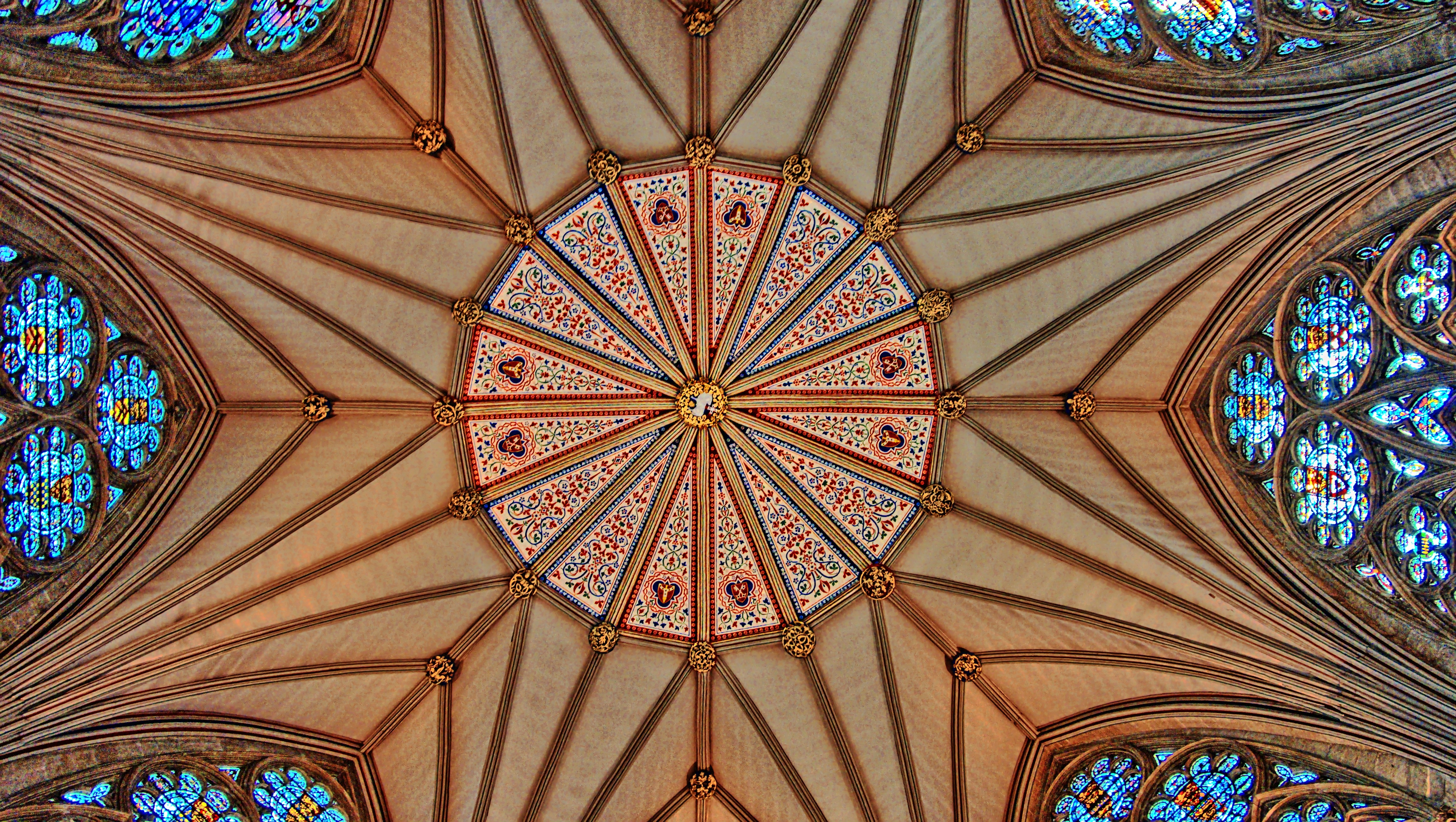
La sala capitolare
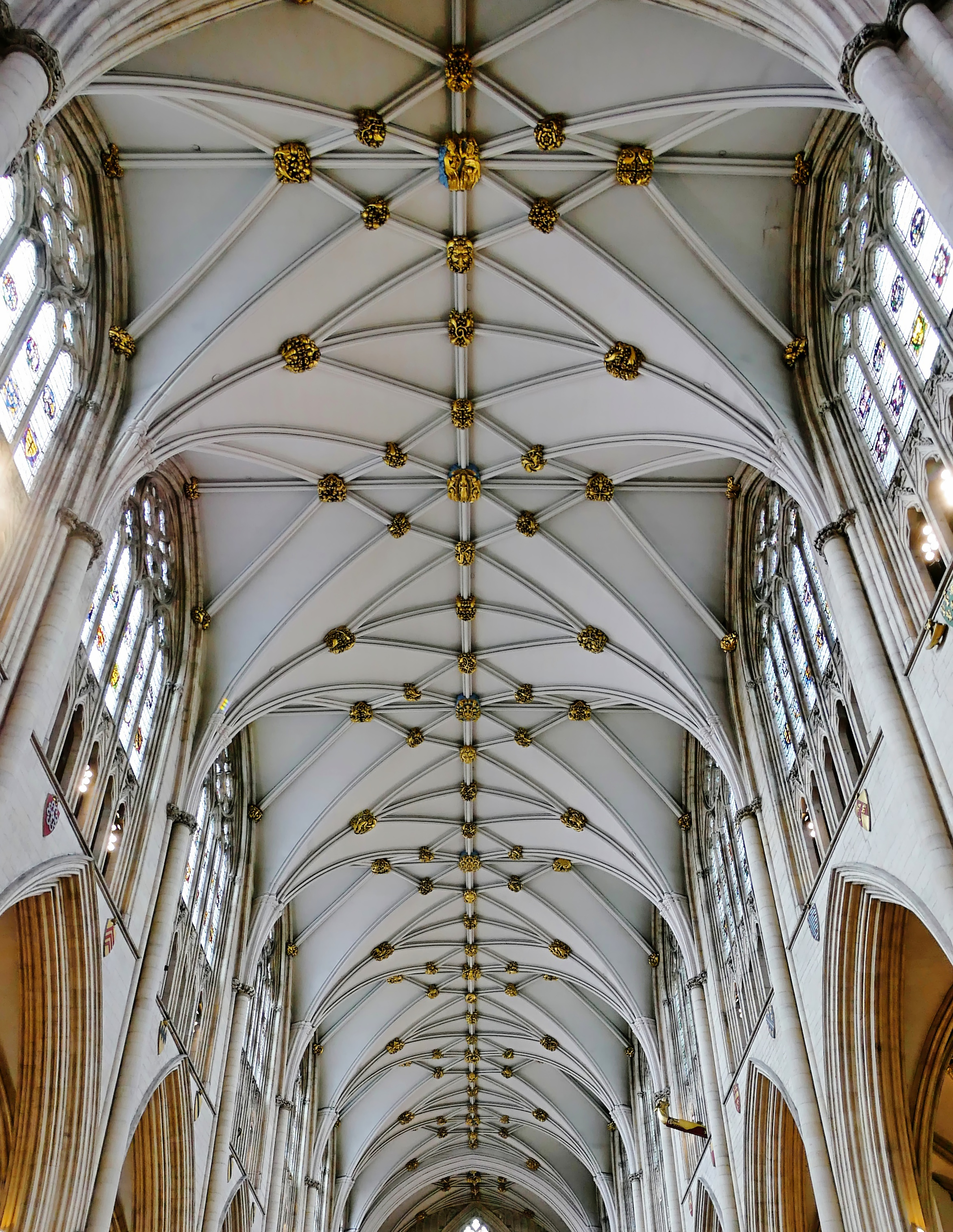
La navata principale

## L'organo

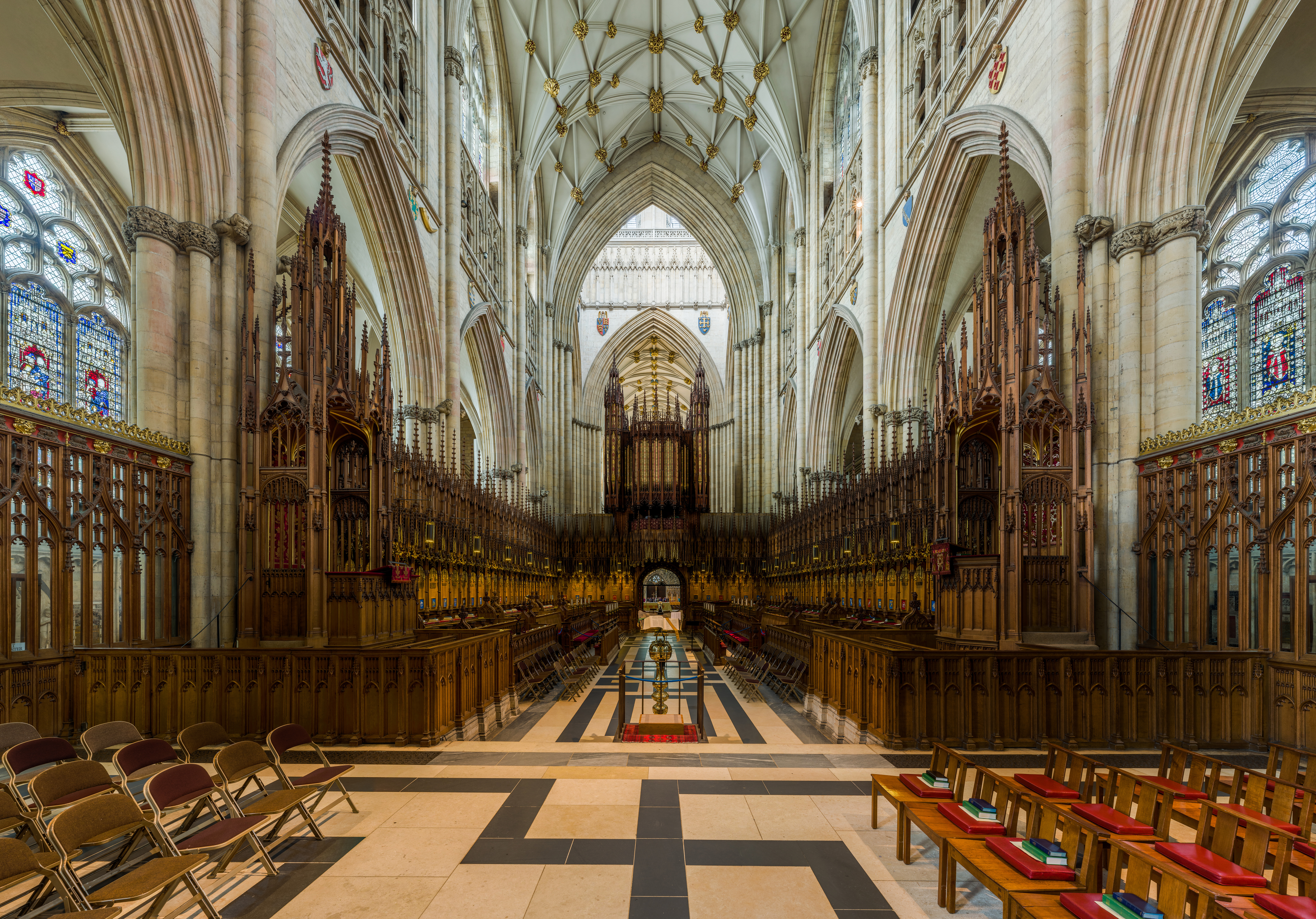
Il coro

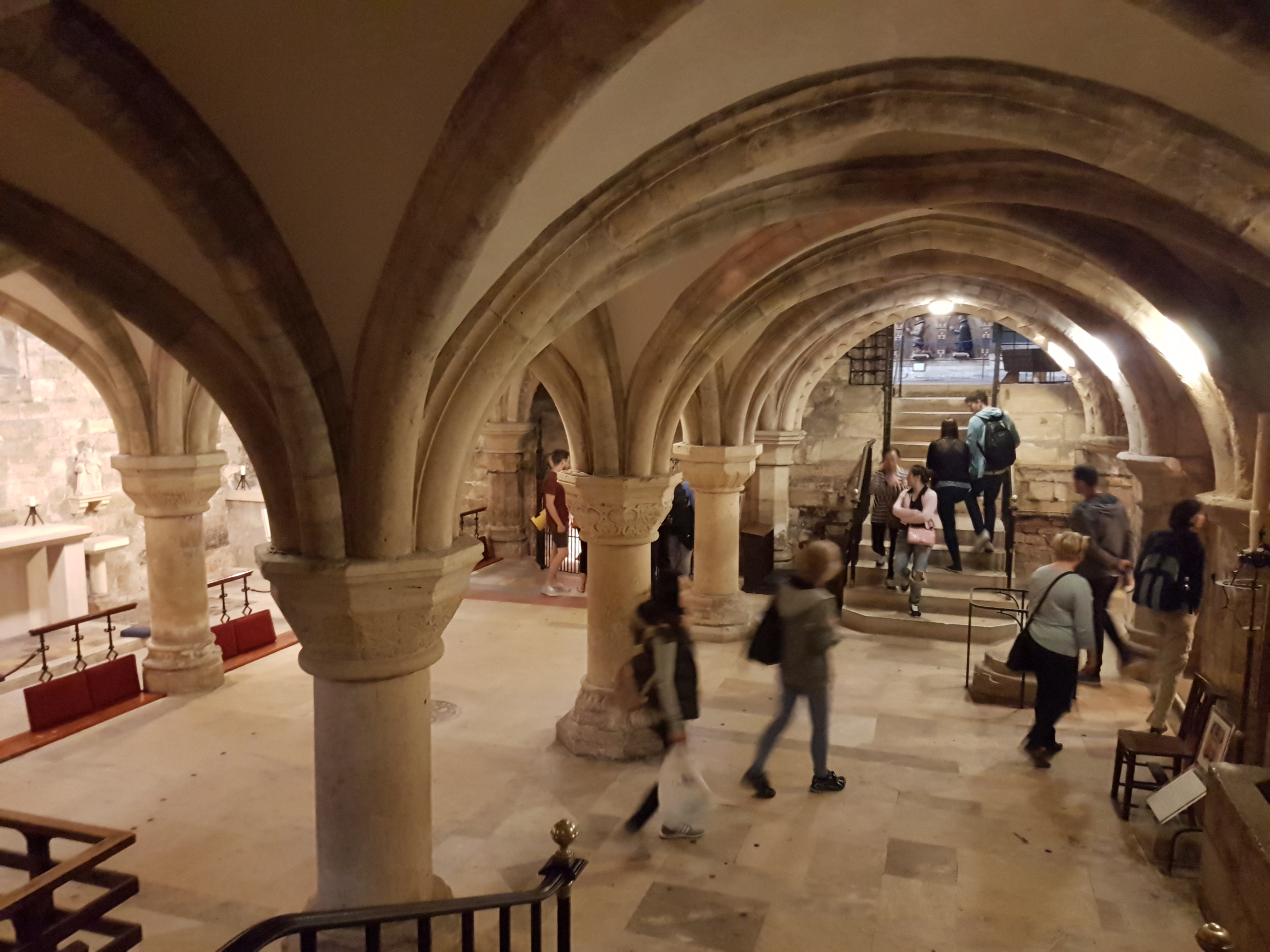
La cripta

Un incendio nel 1829 distrusse l'organo e la base dell'attuale organo che infatti venne realizzato nel 1832 dalla ditta "Elliot & Hill". L'organo venne ampiamente rimaneggiato nel 1859 dalla ditta "William Hill & Sons": la cassa rimase intatta, ma l'organo poté considerarsi meccanicamente nuovo, mantenendo le canne maggiori del precedente strumento.
Nel 1903, J.W. Walker and Sons costruì un nuovo strumento nella medesima cassa, mantenendo molti dei registri del precedente strumento.
Altri lavori di restauro vennero compiuti nel 1918 dalla ditta "Harrison & Harrison" con l'aggiunta del registro della Tuba Mirabilis e la revisione del gran coro. Nel 1931 venne rifatta una nuova console ad azione elettro-pneumatica assieme all'aggiunta di altri quattro registri. Nel 1960, lo strumento è stato restaurato dalla ditta "J.W. Walker & Sons", abbassato di pressione ed adattato anche per brani neoclassici. La pulitura generale dell'organo è stata effettuata nel 1982.
L'incendio del 1984 ha intaccato anche l'organo, ma non in maniera irreparabile; i lavori di restauro iniziarono nel 1991 e terminarono due anni dopo sotto la direzione di Geoffrey Coffin.

### Organisti
Gli organisti della cattedrale di York hanno sovente avuto anche il titolo di maestri del coro della cattedrale. Tra i personaggi di maggior rilievo ad occupare tale incarico vi sono diversi compositori tra cui si ricordano John Naylor, T. Tertius Noble, Edward Bairstow, Francis Jackson, e Philip Moore.